# Сентер Риџ (Арканзас)
Сентер Риџ (енгл. Center Ridge) насељено је место без административног статуса у америчкој савезној држави Арканзас.

## Демографија
По попису из 2010. године број становника је 388.
| Група             | 2000.    | 2010.       |
| Белци             | 0 (0,0%) | 343 (88,4%) |
| Афроамериканци    | 0 (0,0%) | 20 (5,2%)   |
| Азијати           | 0 (0,0%) | 2 (0,5%)    |
| Хиспаноамериканци | 0 (0,0%) | 7 (1,8%)    |
| Укупно            | 0        | 388         |